# Konsumfunktion
Die Konsumfunktion ist in der Volkswirtschaftslehre eine Verhaltensgleichung, die den Zusammenhang zwischen Konsum und Einkommen beschreibt. Komplementärbegriffe sind die Sparfunktion und die Investitionsfunktion. 

## Allgemeines
Neben dem Einkommen gibt es noch weitere Einflussgrößen wie Vermögen oder Zins, die in die Konsumfunktion einfließen können. Es existieren verschiedene Annahmen für gesamtwirtschaftliche Konsumfunktionen, die sich hinsichtlich der einbezogenen Einflussgrößen und in den jeweils betrachteten Zeiträumen unterscheiden.

## Hypothese des absoluten Einkommens
Die Hypothese des absoluten Einkommens geht auf John Maynard Keynes zurück und wird daher auch als Keynesianische Konsumfunktion bezeichnet. Hiernach hängt der Konsum nur von dem Einkommen der laufenden Periode ab.
Hierin unterscheidet sich seine Theorie deutlich von der neoklassischen Theorie, wo der Konsum vom vergangenen oder zukünftig erwarteten Einkommen abhängt.
Der Zusammenhang zwischen dem Konsum (C) und dem Einkommen (Y) lässt sich wie folgt darstellen:
{\displaystyle C=C(Y)}
Nach der Keynesianischen Konsumfunktion ist das Einkommen die einzige Einflussgröße, die auch kurzfristig veränderbar ist. Keynes zog insgesamt 24 Faktoren in Betracht, die den Konsum beeinflussen können. Hierzu zählt auch der Zins, der in der neoklassischen Theorie die Haupteinflussgröße ist.
Keynes nennt für den Konsum der Haushalte eine ganze Reihe weiterer Einflussfaktoren. Da diese aber unter „normalen Umständen“ („normal terms“) wenig variabel sind oder sich im Durchschnitt der Haushalte weitgehend ausgleichen, vernachlässigt er für seine weitere Theorie diese Faktoren.
Er zählt folgende Faktoren auf:
- die Spanne zwischen Brutto- und Nettoeinkommen
- die Änderung von Vermögenswerten
- die Änderung der Zeitpräferenz
- den Zinssatz (allerdings in Höhe und Richtung kaum a priori bestimmbar)
- die Einkommensverteilung
- die Erwartung über zukünftige Einkommensentwicklung.

Weitere denkbare Faktoren, die er nicht betrachtet, sind:
- höhere Ausgaben oder geringere Einnahmen in der Zukunft (etwa Bildung, Rente) mit dem Wunsch nach gleichmäßigem Konsum („Foresight“)
- niedrigere Zeitpräferenz als der Realzins: Wunsch nach Zinseinkünften („Calculation“)
- Wunsch nach kontinuierlich ansteigendem Konsum („Improvement“)
- Unabhängigkeit der Wirtschaft vom Staat („Independence“)
- Eigenkapital für Start-Ups oder Spekulation („Enterprise“)
- Vermögen vererben („Pride“)
- Geiz: der negative Nutzen beim Konsum als solchem („Avarice“).

Die Lücke in Keynes’ Theorie wurde nach dem Zweiten Weltkrieg durch die Konsumtheorie von Franco Modigliani, James Duesenberry und Milton Friedman geschlossen.

### Funktion
Der Konsum ergibt sich aus dem autonomen Konsum ({\displaystyle C_{a}}) und dem verfügbaren Einkommen (Y) multipliziert mit der marginalen Konsumneigung ({\displaystyle c_{Y}}).
{\displaystyle C(Y)=C_{a}+c_{Y}\cdot Y}

### Eigenschaften der Konsumfunktion
Nach John Maynard Keynes hat die Konsumfunktion folgende Eigenschaften:
1. Der Konsum C nimmt bei einer Einkommenserhöhung stets zu.[4]
2. Der autonome Konsum ist größer als 0: {\displaystyle C_{a}>0}
3. Die marginale Konsumneigung liegt zwischen 0 und 1: {\displaystyle C_{Y}\in (0,1)}
4. Die durchschnittliche Konsumquote (C/Y) sinkt mit steigendem Einkommen Y.[5]

### Beispiel
{\displaystyle C=100+0,8Y}
Der autonome Konsum beträgt hier 100 Einheiten (z. B. Euro). Dies bedeutet, dass die Haushalte 100 Euro zur Deckung ihrer Grundbedürfnisse (z. B. Nahrungsmittel) ausgeben, egal wie viel verfügbares Einkommen gegeben ist (also auch bei keinem Einkommen).
Die marginale Konsumneigung beträgt 0,8. Die Haushalte geben also von jedem zusätzlichen Euro Einkommen 80 Cent für Konsumgüter aus und sparen 20 Cent.
Bei Annahme eines verfügbaren Einkommens (Y) von 1000 Euro ergibt sich nun Folgendes:
100 Euro werden sowieso für die Grundbedürfnisse ausgegeben und 800 Euro für sonstige Konsumgüter, 100 Euro werden gespart. Daraus ergibt sich ein Konsum (C) von 900 Euro.

### Anwendung
Die Konsumfunktion ist neben den Investitionen und Staatsausgaben Bestandteil der Güternachfrage (auch: gesamtwirtschaftlichen Nachfrage) und findet daher in der IS-Funktion Anwendung.

## Hypothese des relativen Einkommens
Die Hypothese des relativen Einkommens wurde von James Duesenberry begründet und betrachtet neben dem Einkommen der laufenden Periode auch das der Vorperiode(n).

## Hypothese des permanenten Einkommens
Bei der Hypothese des permanenten Einkommens von Milton Friedman orientiert sich das Konsumverhalten an einem Durchschnittswert gegenwärtiger und zukünftiger Einkommenserwartungen. Vorübergehende Einkommensabweichungen haben somit kaum Auswirkungen auf das Konsumverhalten der privaten Haushalte. Hierbei werden auch Zinszahlungen berücksichtigt.

## Lebenszyklushypothese
Nach der Lebenszyklushypothese, die von Franco Modigliani begründet wurde, treffen die privaten Haushalte ihre Konsumentscheidungen anhand ihres erwarteten Lebenseinkommens.

## Kritik
Bei Betrachtung der Arbeiten von Keynes, Duesenberry, Friedman und Modigliani kann von einem Fortschritt in der Analyse des Konsumentenverhaltens gesprochen werden. Während Keynes noch davon ausging, dass der Konsum hauptsächlich vom gegenwärtigen Einkommen abhängt, so wurde in der Folgezeit auch das zukünftige Einkommen mit in die Konsumfunktion einbezogen. Nach gegenwärtigem Stand der Forschung wird davon ausgegangen, dass der Konsum sowohl vom gegenwärtigen als auch vom erwarteten zukünftigen Einkommen und außerdem noch vom Vermögen und den Zinssätzen abhängt.